# Ruth Buzzi
Ruth Ann Buzzi, född 24 juli 1936 i Westerly, Rhode Island,  död 1 maj 2025 i Stephenville, Texas, var en amerikansk skådespelare, komiker och sångare. Buzzi medverkade i ett tjugotal filmer och flera TV-serier, men är troligen främst känd för sin medverkan i underhållningsprogram som Rowan & Martin's Laugh-In, The Dean Martin Show och The Dean Martin Celebrity Roast. Hon arbetade även som röstskådespelare i filmer och TV-serier.

## Filmografi i urval
- 1967–1973 – Rowan & Martin's Laugh-In (TV-serie)
- 1967 – The Steve Allen Show (TV-serie)
- 1970 – Aristocats (sångröst)
- 1970–1973 – Love, American Style (TV-serie)
- 1970–1974 – The Dean Martin Show (TV-serie)
- 1975–1978 – The Dean Martin Celebrity Roast (TV-serie)
- 1976 – Åh vilken fredag
- 1978–1987 – Kärlek ombord (TV-serie)
- 1979 – Gänget drar vidare
- 1979 – Cactus Jack
- 1988–1990 – The Munsters (TV-serie)
- 1993–2006 – Sesam (TV-serie)
- 1998–2001 – Sjunde himlen (TV-serie)